# Kia Center
Het Kia Center (vroegere naam Amway Center) is een indoor-sportstadion gelegen in de Amerikaanse stad Orlando, Florida. Het stadion is de opvolger van de Amway Arena, die dienstdeed van 1989-2010.
Sinds December 2023 is KIA de nieuwe naamsponsor voor het stadion. De Orlando Magic (NBA) speelt hier zijn thuiswedstrijden. Net zoals de Orlando Solar Bears, uit de South Division van de ECHL. 

## Foto's

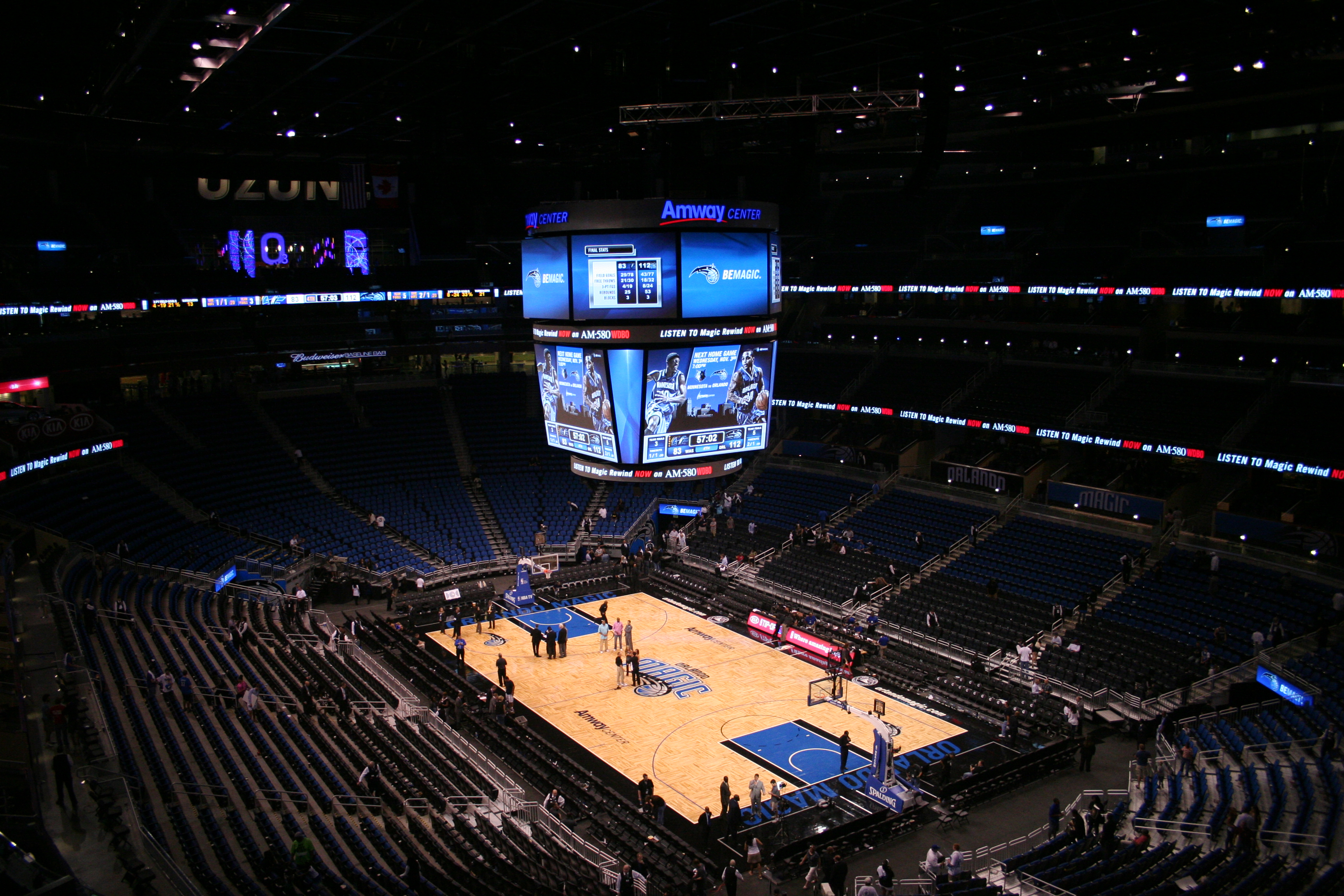
Court